# Allemands du Vieux Royaume
Pour un article plus général, voir Allemands de Roumanie.
Les Allemands du Vieux Royaume (ou Allemands regatseni) sont une minorité allemande, vivant dans l'ouest et le sud de la Roumanie. Le « Vieux Royaume » (Regat en roumain) désigne dans ce contexte le royaume de Roumanie avant la Première Guerre mondiale. Cette région comprend la Moldavie, la Dobroudja et la Valachie.
Selon le recensement de 1930, vivaient dans le Vieux Royaume 12 581 Allemands de Dobrogée et 32 366 Allemands en Valachie (dont 14 200 à Bucarest) ou en Moldavie orientale.
La formation politique des Allemands du Vieux Royaume et des autres groupes germanophones, dans la Roumanie actuelle, est le Forum démocratique des Allemands de Roumanie.